# Musée de la Haute-Auvergne
Le musée de Haute Auvergne est un musée français situé à Saint-Flour, dans le département du Cantal.
C'est un musée d'art et d'histoire, présentant des collections liées à l'Auvergne. Le musée est situé dans un bâtiment du XVIIe siècle qui est l'ancien palais épiscopal de Saint-Flour, inscrit au titre des monuments historiques.

## Collections
Le musée abrite en particulier le Lion de Bredons, une statuette en quartz du Xe ou XIe siècle, provenant d'Égypte. La statuette provient du trésor de l'église Saint-Pierre de Bredons.
La chapelle privée de l'évêque honore la statuaire religieuse des XIIe et XIXe siècles.
La salle capitulaire détient le trésor de la cathédrale.
Les salles voûtées servent de cadre aux collections archéologiques et à la reconstitution d'un buron.
Les anciens appartements sont consacrés à l'art populaire de Haute-Auvergne et à une collection de mobilier domestique en France. Le musée détient plusieurs toiles d'Édouard Onslow, peintre régionaliste dont les toiles évoquent la vie locale au XIXe siècle.
Il dispose d'un fonds d'environ 15 000 objets cependant sous-valorisé.